# 험한 교육
험한 교육(Rough Education)은 한국에서 제작된 조승연 감독의 2011년 드라마, 스릴러, 가족 영화이다. 이지우 등이 주연으로 출연하였다.

## 출연

### 주연
- 이지우
- 조시내
- 김창민

## 제작진
- 조명: 최민호